# Acalasia

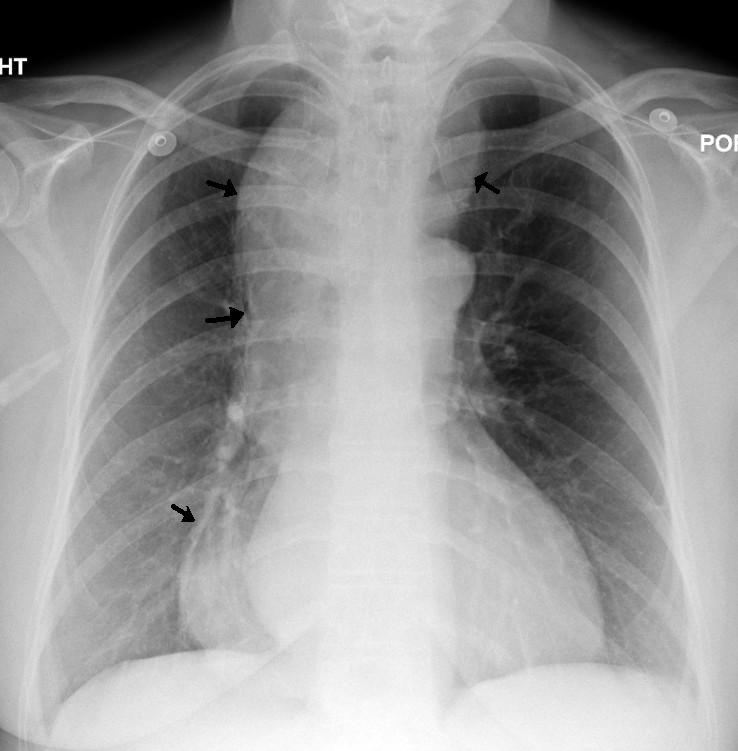
Una placa de tórax mostrando acalasia (las flechas señalan el contorno del esófago masivamente dilatado).

La acalasia consiste en la incapacidad para relajar las fibras de músculo liso del aparato gastrointestinal en cualquier sitio de unión de una parte con otra. Dícese, en especial, de la acalasia esofágica, o la incapacidad del esfínter gastroesofágico para relajarse al deglutir, por degeneración de las células ganglionares en la pared del órgano.  El esófago torácico también pierde la actividad peristáltica normal y se vuelve dilatada produciendo un megaesófago.
La acalasia esofágica o simplemente acalasia es una rara enfermedad en la cual el esófago se encuentra inhabilitado para llevar el alimento hacia el estómago. La enfermedad afecta ambos sexos y puede aparecer a cualquier edad, sin embargo, se diagnostica generalmente entre la tercera y la cuarta década de la vida. Su incidencia en Estados Unidos y Europa oscila entre 0,5 a 1 por 100 000 habitantes.

## Historia
Se sabe que en 1679 Sir Thomas Willis describió la acalasia. En 1881, von Mikulicz describió la enfermedad como un cardioespasmo para indicar que los síntomas se debían a un problema funcional, más que un problema mecánico. En 1929, Hunt y Rake demostraron que la enfermedad era causada por un fallo del esfínter esofágico inferior (EEI) para relajarse y se le acuñó el término acalasia, es decir, la falta de relajación.

## Causas
La etiología real de la enfermedad no es bien conocida aunque, una parte de esta enfermedad está caracterizada por la deficiencia en el Esófago#Esfínter esofágico inferior, que le impide relajarse durante la deglución, entorpeciendo la entrada de alimento al estómago. Esta enfermedad también se caracteriza por la disminución en la peristalsis.
Por otro lado hay una falta de estimulación nerviosa al esófago, que tiene diversos orígenes, daños a los nervios del esófago, infecciones (principalmente parásitos), cáncer e incluso factores hereditarios.

Afecta a personas de ambos sexos y a cualquier edad, sin embargo es más frecuente en adultos de mediana edad.
La mayoría de los casos observados en los Estados Unidos son acalasia idiopática primaria ; sin embargo, acalasia se puede observar en la enfermedad de Chagas causada por Trypanosoma cruzi, infiltración esofágica por carcinoma gástrico, gastroenteritis eosinofílica, linfoma, ciertas infecciones virales y trastornos neurodegenerativos.

## Patogenia
La contracción y relajación del esfínter esofágico inferior (EEI) están regulados por neurotransmisores excitatorios (como la acetilcolina y la sustancia P) e inhibitorios (como el óxido nítrico y el péptido intestinal vasoactivo). Los pacientes con acalasia tienen una carencia de las células ganglionares inhibitorias no-adrenérgicas y no-colinérgicas, las cuales suelen estar rodeadas por leucocitos con predominio de eosinófilos, causando un desbalance entre la neurotransmisión excitatoria y la inhibitoria. El resultado es un esfínter esofágico continuamente hipertenso o no relajado.

## Cuadro clínico
Los síntomas más notables en la acalasia son:
1. Dolor retroesternal, que en fases iniciales es intermitente y que se va haciendo progresivo.
2. Disfagia esofágica (el alimento, una vez tragado, se "atasca" por el aumento de presión de la parte distal del esófago y el cardias).
3. En fases avanzadas, se puede dar regurgitación, dolor torácico y pérdida de peso que puede confundir con un cáncer de esófago.
4. Reflujos constantes, en el caso más grave de cuadro de estenosis esofágica agravada se produce rápidamente un síndrome de deshidratación y desnutrición que pueden llegar en menos de unos 5 días a niveles de riesgo vital por shock hipovolémico y falla renal aguda.

## Diagnóstico

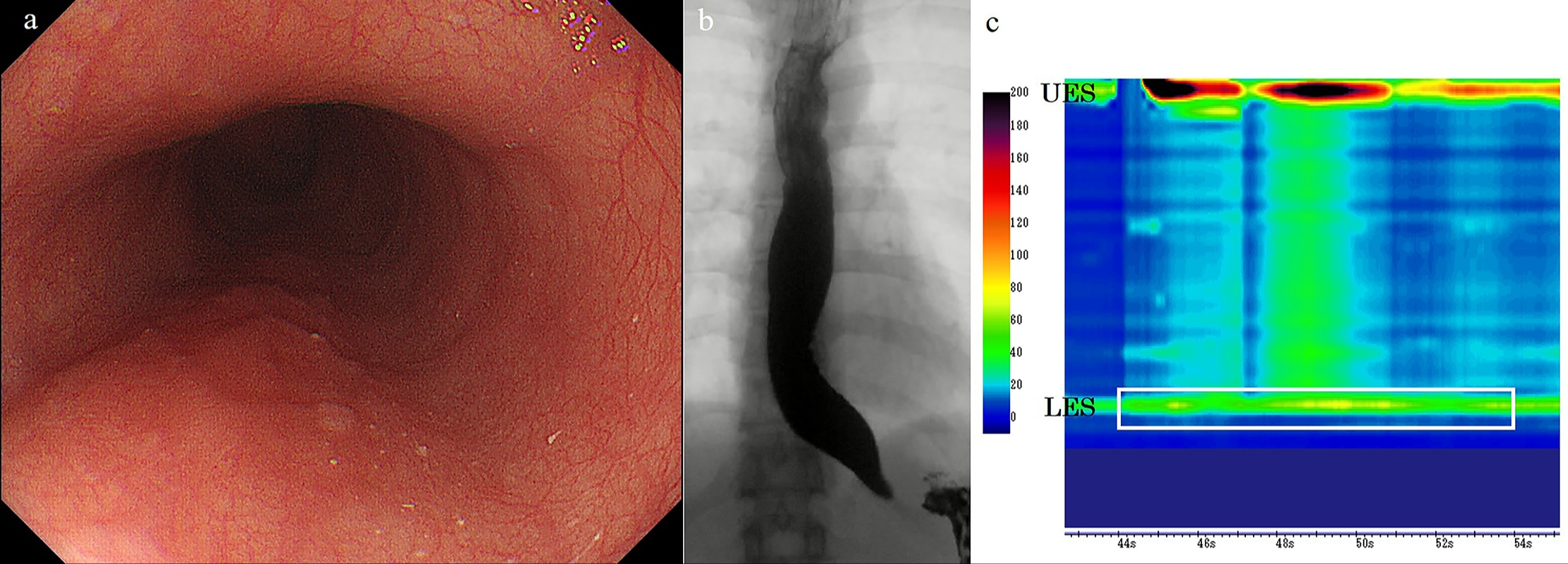
Diagnóstico de la acalasia del esófago: a)Esofagocopia, b)Radiología, c) Manometría: UES= esfínter esofágico superior, LES= esfínter esofágico inferior.

Para el diagnóstico se utilizan técnicas diversas de imágenes como: la Esofagoscopía, la radiología y la manometría.

Debido a la similitud en los síntomas, la acalasia esofágica se puede confundir con trastornos más comunes, tales como la enfermedad de reflujo gastroesofágico, la hernia de hiato, trastornos fisiológicos e incluso trastornos psicosomáticos. 

### Aspecto radiográfico
Un esofagograma con rayos X (fluoroscopia), puede mostrar la disminución de los movimientos peristalticos, la dilatación del esófago medio y superior (proximal) y el estrechamiento del esófago en su parte inferior (distal), con estrechamiento en el esfínter esofágico inferior y reducción del diámetro en la unión gastro-esofágica. La imagen que proyecta se denomina clásicamente «en pico de loro» o «en cola de ratón». Por encima de la reducción, el esófago a menudo se observa con una dilatación de diversos grados a medida que poco a poco se va estirando en el tiempo. Por la falta de movimientos peristálticos, se suele observar en la radiografía un margen entre aire y líquido.

### Manometría esofágica

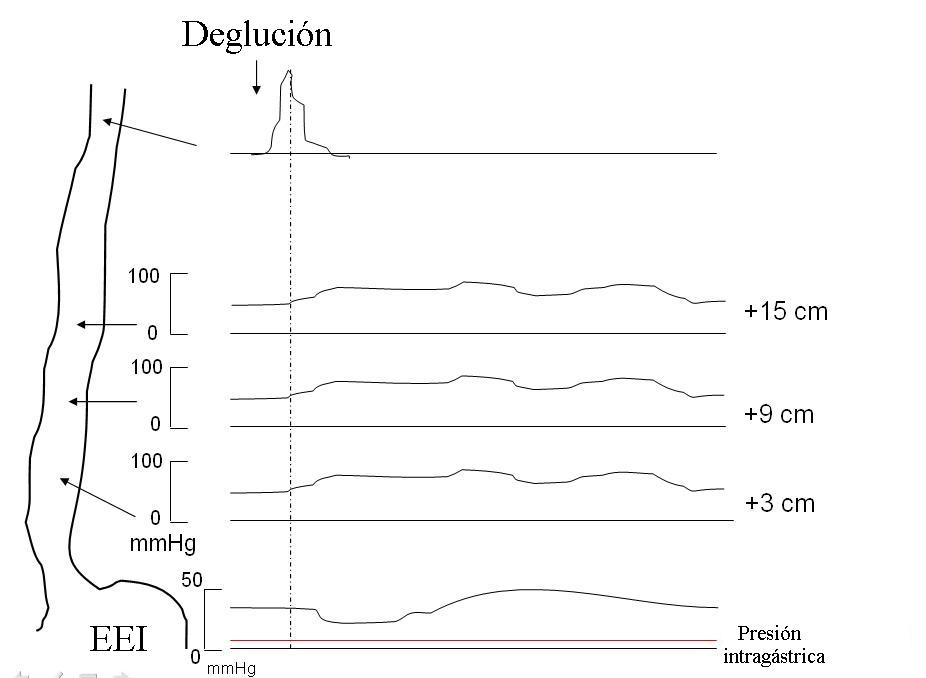
Esquema manométrico de acalasia demostrando contracciones aperistálticas, un aumento de la presión intraesofágica y el fallo de la relajación del esfínter esofágico inferior.

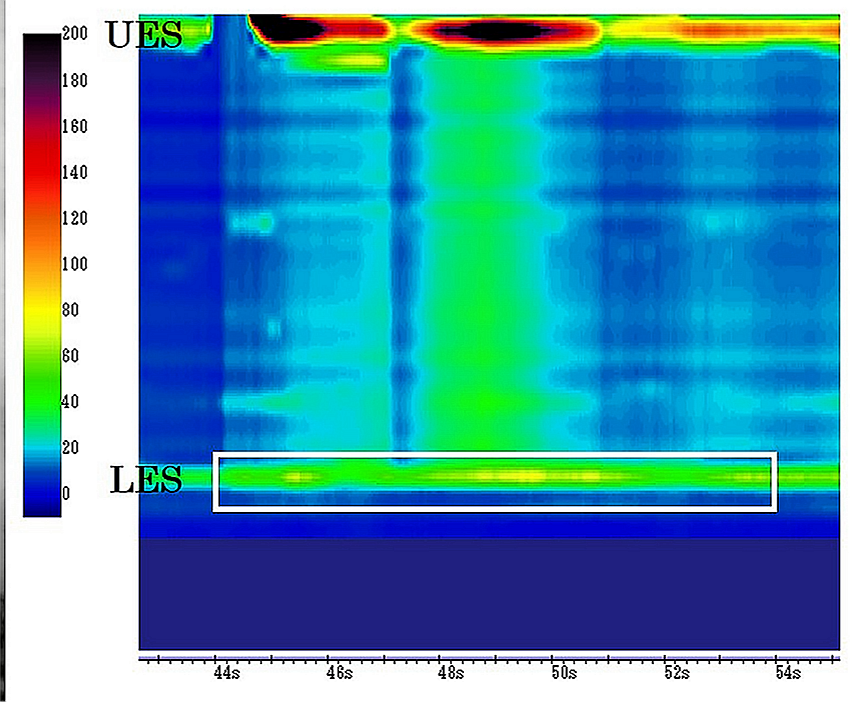
Acalasia. Manometría esofágica de alta resolución: UES= esfínter esofágico superior, LES= esfínter esofágico inferior.

El diagnóstico es confirmado por medio de una Manometría esofágica de alta resolución, que mide las presiones del esófago mediante una sonda nasoesofágica y permite comparar las presiones en situación basal y durante la deglución. Se inserta un tubo delgado a través de la nariz, y se le instruye al paciente a deglutir varias veces. La sonda mide las contracciones musculares en diferentes partes del esófago durante el acto de la deglución. La manometría revela la falla del EEI para relajarse con cada deglución y la falta de peristaltismo funcional del músculo liso en el esófago.

### Endoscopia
Para descartar «complicaciones» se suele acudir a una endoscopia digestiva alta. 
Permite confirmar el carácter funcional del afinamiento terminal del esófago, al vencerlo mediante una suave presión del endoscopio. Esto no ocurre cuando la estrechez es orgánica, por inflamación o neoplasia.

La endoscopía es necesaria para descartar otras patologías, antes de cualquier tratamiento.
El centellograma radioisotópico sirve para establecer cuantitativamente el grado de deterioro de la función de transporte. Es de utilidad para evaluar la progresión de la enfermedad o la respuesta terapéutica.

## Tratamiento
El tratamiento de la acalasia esofágica es todavía controvertido. Las terapias actuales suelen ser de tipo paliativos y tienen como objetivo el aliviar la disfagia al perturbar o relajar las fibras musculares del esfínter esofágico inferior (EEI) con la toxina botulínica.
Tanto antes como después del tratamiento, se les instruye a los pacientes con acalasia a comer despacio, masticar bien, beber mucha agua con las comidas, y evitar comer cerca de la hora de acostarse. El aumento de la inclinación de la cabecera de la cama o el dormir con una almohada cuña promueve el vaciamiento del esófago por gravedad. Después de la cirugía o la dilatación neumática, los inhibidores de la bomba de protones pueden ayudar a prevenir los daños causados por el reflujo de la inhibición de la secreción ácida gástrica. Se deben evitar los alimentos que pueden agravar el reflujo, incluyendo la salsa de tomate, cítricos, chocolate, menta, el licor y la cafeína.

### Tratamiento médico
Los fármacos que reducen la presión del EEI suelen ser útiles, especialmente como una forma de ganar tiempo mientras se espera para el tratamiento quirúrgico, si se indica. Los medicamentos más usados incluyen los bloqueadores de los canales de calcio como la nifedipina y los nitratos, como la nitroglicerina y el dinitrato de isosorbida. Sin embargo, muchos pacientes experimentan efectos secundarios desagradables, tales como dolor de cabeza e inflamación de pies, además, estos fármacos a menudo solo comienzan a surtir efecto después de varios meses. 
La toxina botulínica (Botox), producida por la bacteria Clostridium botulinum, puede ser inyectada en el esfínter esofágico inferior (EEI), paralizar los músculos que la mantienen cerrada y detener el espasmo. Como en el caso del Botox cosmético, el efecto es solo temporal y los síntomas retornan relativamente rápido en la mayoría de los pacientes. Las inyecciones de botox casi siempre causan cicatrices en el esfínter, que puede aumentar la dificultad de la cirugía, llamada miotomía de Heller, más adelante. Este tratamiento solo se recomienda para los pacientes que no pueden tomar el riesgo de la cirugía, tales como las personas de mayor edad con mala salud. En un estudio se demostró que la probabilidad de permanecer asintomático a los 2 años fue de 90% para la cirugía y el 34% de Botox.

### Dilatación neumática
Con la dilatación por globo neumático, las fibras musculares se logran estirar y levemente desgarradas por la fuerza de la inflación de un globo colocado en el interior del esfínter esofágico inferior. El tratamiento consiste en la dilatación de la parte del esófago afectado con bujías (dilatadores de Hurst). Los gastroenterólogos que se especializan en la acalasia y han realizado muchas de estas dilataciones enérgicas con globo logran mejores resultados y un menor número de perforaciones. Siempre hay un pequeño riesgo de una perforación que requiere reparación quirúrgica inmediata. La dilatación neumática puede formar cicatrices que pueden aumentar la dificultad de la miotomía de Heller, si la cirugía es indicada más adelante. En algunos pacientes se produce reflujo gastroesofágico (RGE) después de la dilatación neumática. La dilatación neumática es más efectiva a largo plazo en pacientes mayores de 40 años, mientras que en pacientes más jóvenes, los beneficios tienden a ser menos duraderos. Es posible que la dilatación tenga que ser repetida con globos más grandes para la máxima eficacia del procedimiento.

### Cirugía
En muchos casos los tratamientos anteriores no surten efecto por lo que se recurre a la cirugía la cual (a pesar del temor que nos supone un riesgo quirúrgico) es hasta ahora el método de elección. Se realiza un corte en el esfínter esofágico inferior que puede ser realizado por laparoscopia. Esta intervención es denominada miotomía de Heller.
El esófago está formado por varias capas, y la miotomía solo recorta las capas musculares externas que mantienen cerrado al esófago, dejando la capa mucosa interior intacta. También se puede realizar una funduplicatura parcial o "wrap" con el fin de prevenir el exceso de reflujo, que puede causar graves daños al esófago con el paso del tiempo (Parche de Dor). Después de la cirugía, los pacientes deben seguir una dieta blanda durante varias semanas a un mes, evitando los alimentos que pueden agravar el reflujo.

### Complicaciones y expectativas
Generalmente la cirugía provoca una mejora inmediata y a largo plazo, mientras que los otros métodos generalmente producen una mejora en los síntomas de carácter temporal.
Este trastorno puede complicarse, no deben tomarse los síntomas a la ligera; si no se recibe el tratamiento adecuado, puede derivar en una perforación del esófago, reflujo o en la aspiración de alimento hacia los pulmones, causando neumonía. También puede aumentar el riesgo de cáncer de esófago (adenocarcinoma esofágico) a largo plazo.
Si se trata debidamente el riesgo existente es mínimo.

## Otros tipos de acalasia
- Acalasia esfinteriana: Es la insuficiencia de cualquier esfínter de un órgano tubular para relajarse como reacción a un estímulo fisiológico.
- Acalasia pelvirrectal: Consiste en la falta congénita de células ganglionares en un segmento distal del intestino grueso; la pérdida resultante de la función motora normal en este segmento causa dilatación hipertrófica de la porción proximal del colon normal.[3]